# Boronás
Boronás (1899-ig Brnovistye, szlovákul Brvnište) község Szlovákiában, a Trencséni kerületben, a Vágbesztercei járásban.

## Fekvése
Vágbesztercétől 13 km-re északra, a Kosárfalvi-patak völgyében, 350 méter magasan fekszik.

## Története
A falu területe már a bronzkorban lakott volt. Ezt bizonyítják azok a leletek, amelyek 1961-ben a játszótér építésekor kerültek elő a föld alól. A megtalált tárgyak között cserépedények, amforák, bronz szekercék, sarlók, lándzsák, karperecek voltak. Emellett a puhói kultúrából származó kőpengék és cseréptöredékek és 9. századi cserepek is kerültek elő.
A mai falu csak sokkal később, a 16. század első felében keletkezett. Neve a szláv brvno (= borona) főnévből ered. Első említése 1546-ban „Brwnisste” néven történik, ekkor a Podmaniczky család birtoka 9, pásztorok által lakott házzal. 1720-ban 29 adózó háztartása volt. 1777-ben Samuel Josef Moth papírkészítő mester kézi hajtású papírgyárat épített a faluban, amely még a 19. század első felében is működött. A község első pecsétje 1784-ből származik. Ekkor 827 volt a lakosok száma, akik erdei munkákkal, fazsindelykészítéssel, tutajozással, kosárfonással, drótozással foglalkoztak. 1786-ban papírmalom működött a településen.
A 18. század végén Vályi András így ír róla: „BRONITZE. vagy Bronyistye. Tót falu Trentsén Vármegyében, földes Ura Herczeg Eszterházy Uraság, lakosai katolikusok, fekszik Papradnóhoz nem meszsze, ’s ennek filiája. Határbéli földgyei középszerűek, fája mind a’ két féle, ’s legelője is elég, réttyei jók, második Osztálybéli.”
1828-ban 125 házban 1062 lakos élt a községben. A 19. században néhány malom is működött a falu területén. A trianoni békéig Trencsén vármegye Vágbesztercei járásához tartozott.

## Népessége
| Év:            | 1994. | 2004.   | 2014.   | 2024.   |
| -------------- | ----- | ------- | ------- | ------- |
| Emberek száma: | 1154  | 1170    | 1190    | 1167    |
| Eltérés:       |       | +1,38 % | +1,70 % | -1,93 % |

| Év:            | 2023. | 2024.   |
| -------------- | ----- | ------- |
| Emberek száma: | 1172  | 1167    |
| Eltérés:       |       | -0,42 % |

1910-ben 1347, túlnyomórészt szlovák lakosa volt.
2001-ben 1155 lakosából 1133 szlovák volt.
2011-ben 1182 lakosából 1133 szlovák volt.

## Nevezetességei
- Jézus Legszentségesebb Szíve tiszteletére szentelt római katolikus temploma 1992 és 1996 között épült.
- A temetőben álló kápolna a 19. század közepén épült klasszicista stílusban.